# Stron
Stron je naselje v Občini Albeck v Okraju Trg na Koroškem v Avstriji.